# Aristides (estratego)

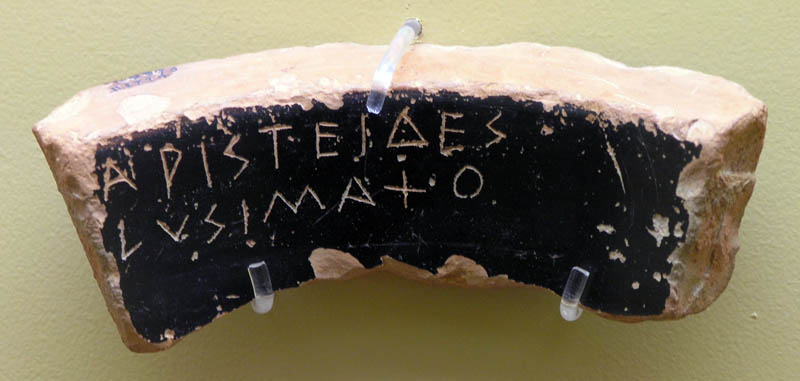
Óstraco com o nome de Aristides.

Aristides de Atenas (em grego:  Ἀριστείδης; Atenas, ca. 535 a.C. – Atenas, ca. 468 a.C.) foi um estadista e estratego ateniense. Foi cognominado de o Justo. Destacou-se no contexto das Guerras Médicas e pela sua defesa de Atenas permanecer como um poder terrestre, contrapondo-se à proposta naval de Temístocles.

## Vida
Era filho de Lisímaco, da tribo Antíoco, do demo Alópece. Sua família era extremamente pobre, e suas duas filhas permaneceram um longo tempo solteiras pela sua pobreza, mas existem versões que dizem que a sua família tinha posses.
Aristides era amigo íntimo de Clístenes, e favorecia um regime aristocrático de governo. Segundo Plutarco, citando Ariston de Ceos, a rivalidade de Aristides com Temístocles teve origem porque os dois eram apaixonados pelo mesmo rapaz.
Aristides destaca-se pela primeira vez na vida política ateniense durante a batalha de Maratona, em que comandou a tribo Antíoco. Finda a batalha, é eleito arconte para o período de 490 – 489 a.C., como sucessor de Fênipo. De acordo com Demétrio de Falero, citado e contestado por Plutarco, Aristides só se tornou arconte pouco antes de morrer.
Seguindo uma política conservadora, que visava manter Atenas como potência terrestre, Aristides acabou por conflitar-se com a política naval de Temístocles. O conflito entre os dois líderes resultou no ostracismo de Aristides, ocorrido, não se sabe ao certo, em 485 ou 482 a.C. Conta-se de Aristides que, nessa ocasião dele se acercou um cidadão, pedindo-lhe que escrevesse "Aristides" no óstraco. “Que mal te fez esse homem?”, indagou. “Nem sequer o conheço, mas meus ouvidos já se cansam de ouvir chamarem-lhe Justo”, respondou-lhe. Arístides acabou por atender o pedido e escrever o nome.
Em 480 a.C., em vista da anistia para os exilados pós-Maratona, Aristides volta para Atenas e ajuda na defesa da cidade contra os persas e foi eleito estratego. Na batalha de Salamina, Aristides apoiou lealmente Temístocles e coroou a vitória ateniense aniquilando a guarnição persa da ilha de Psitaleia.
Em 479 a.C., Aristides foi reeleito estratego e investido de poderes extraordinários para comandar o contingente ateniense na batalha de Plateias. No ano de 478 a.C., comandou a frota de Atenas ao largo de Bizâncio. Quando os aliados jônicos se revoltaram contra o espartano Pausânias, foi-lhe oferecido o comando-geral, com poderes para decidir o montante das contribuições que cada Estado deveria à recém-formada Liga de Delos. As cotas estabelecidas por Aristides foram universalmente aceitas e continuaram a vigorar durante a maior parte da existência da Liga.
Apesar de sua grande influência em Atenas, morreu em pobreza, não deixando nem mesmo o suficiente para custear seu próprio funeral. Seus descendentes, até o século IV a.C. foram mantidos como pensionistas do Estado ateniense.
Antes de morrer, ele havia deixado suas filhas como noivas de gregos eminentes, mas, após sua morte, quando estes viram que ele era extremamente pobre, quebraram o contrato, abandonando as noivas virgens.

## Fontes

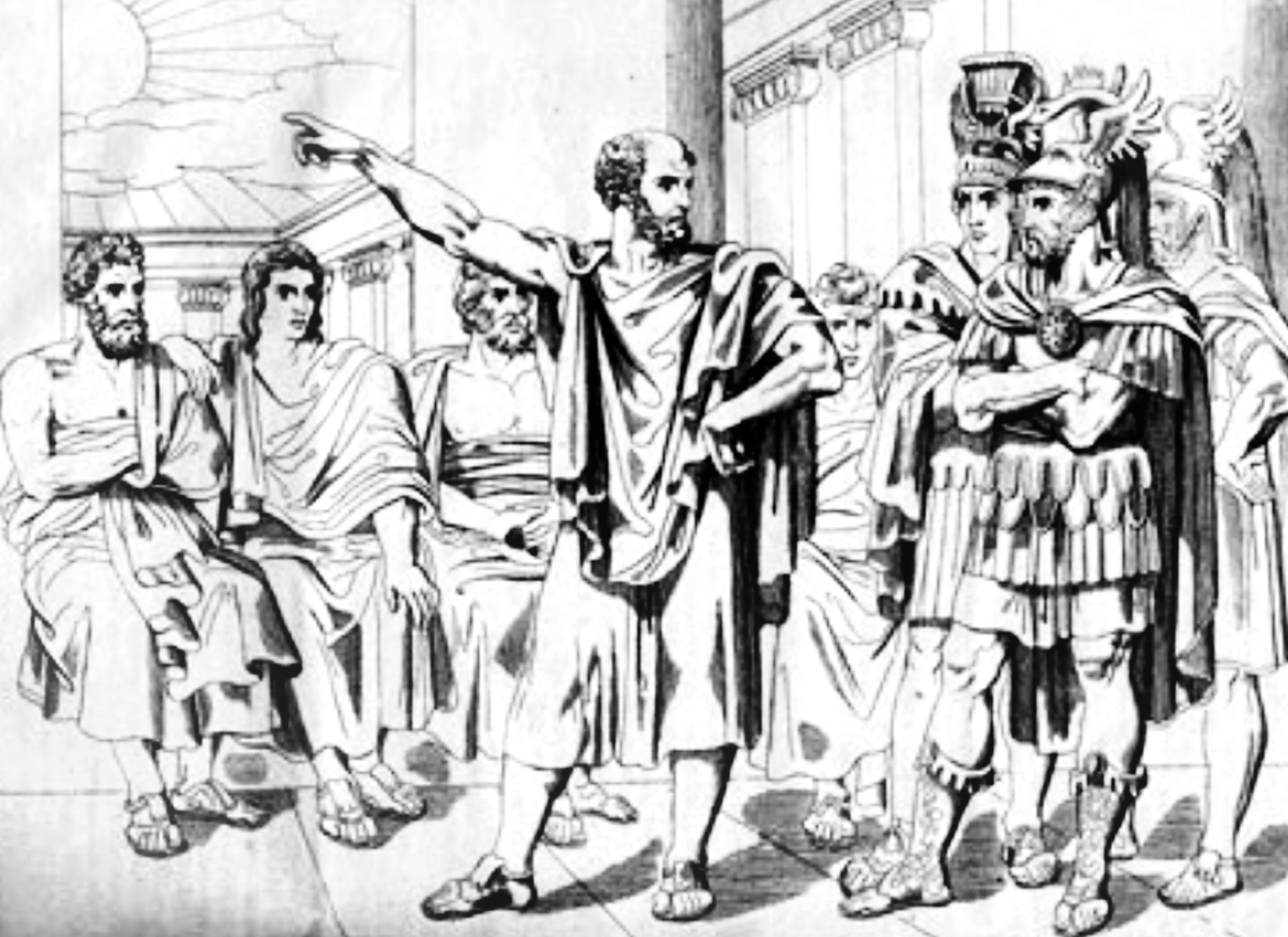
Resposta de Aristides aos embaixadores de Mardônio.